# Staartvinmesalen
De staartvinmesalen (Apteronotidae) zijn een familie van straalvinnige vissen uit de orde van de mesaalachtigen. 

## Geslachten
- Adontosternarchus M. M. Ellis in C. H. Eigenmann, 1912
- Apteronotus Lacépède, 1800
- Compsaraia Albert, 2001
- Megadontognathus Mago-Leccia, 1994
- Orthosternarchus M. M. Ellis, 1913
- Parapteronotus Albert, 2001
- Pariosternarchus Albert & Crampton, 2006
- Platyurosternarchus Mago-Leccia, 1994
- Porotergus M. M. Ellis in C. H. Eigenmann, 1912
- Sternarchella C. H. Eigenmann, 1905
- Sternarchogiton C. H. Eigenmann, 1905
- Sternarchorhamphus C. H. Eigenmann, 1905
- Sternarchorhynchus Castelnau, 1855
- Tembeassu Triques, 1998